# 許珮榆
許珮榆（英語：Diva；1990年12月30日—）生於香港，香港女性模特兒，曾簽約於JACSO施念慈旗下藝人，2016參加ViuTV美選DNA代表Angel。

## 生平
擁有一半葡萄牙及一半新疆血統的許珮榆（祖父是葡萄牙人，外婆是新疆人），2009年因拍攝TVB青春劇《四葉草-南華夢飛翔》出道，飾演劇中千金小姐。後憑藉其身材走紅，與模特公司JACSO簽約成為施念慈旗下藝人、陳靜的師妹，2013年推出寫真《華麗美少女》。

## 電視劇
2009年《四葉草-南華夢飛翔》

## 電影
| 年份   | 作品               | 角色       | 導演   | 合作演員                                       |
| ------ | ------------------ | ---------- | ------ | ---------------------------------------------- |
| 2013年 | 《六福喜事》       | 比基尼女郎 | 谷德昭 | 黃百鳴、曾志偉、吳君如、薛凱琪、鄭中基         |
| 2014年 | 《天師鬥僵屍》     | 僵屍       | 陳翊恒 | 元彪、鄭中基、伍允龍、關楚耀                   |
| 2014年 | 《唐伯虎衝上雲霄》 | 空姐       | 張敏   | 杜汶澤、陳靜、文凱玲                           |
| 2015年 | 《港囧》           | 兔女郎     | 徐崢   | 徐崢、趙薇、包貝爾、杜鵑、葛民輝               |
| 2016年 | 《賭城風雲3》      | 姊妹       | 劉偉強 | 周潤發、劉德華、張學友、張家輝、李宇春、劉嘉玲 |

## 寫真集
- 《華麗美少女》[6]

## 外部連結
- 許珮榆的新浪微博
- 許珮榆的Facebook專頁
- 《美選》佳麗試做主播 （页面存档备份，存于）
- Diva變尖面否認整容 （页面存档备份，存于）
- 翻版Angelbaby 美少女許珮榆Diva
- 選》D cup唔夠撼 許珮榆打陰影鬥「巨胸翠如 （页面存档备份，存于）